# George James Guthrie
George James Guthrie (London, 1785. május 1. – London, 1856. május 1.) angol sebész és katonaorvos. 

## Pályafutása
Sebész-asszisztensként ezredével 1802-ben Észak-Amerikába ment, 1808-ban pedig a spanyolok- és portugálok elleni háborúban tevékeny részt vett. Itt nemcsak mint katona tűnt ki, hanem mint sebész is nagy érdemeket szerzett. 1814-ben vonult nyugállományba. Ő alapította az Infirmary for Diseases of the Eye-t, Royal Westminster Ophthalmic Hospital. A Council des College of Surgeons-nak tagja, később elnöke és öt éven át mint a boncolástan és a sebészet tanára oktatott. Guthrie nemcsak bátor, tetterős sebész, hanem emellett kitűnő szemész is volt. Ő ajánlotta a véredények alákötését a vérzés helyén és gyakorolta a katarakta felső lebenyes extrakcióját. Szeretettel foglalkozott a hadi sebészettel és e tapasztalatainak eredményét az On gunshot wounds of the extremities, requiring the different operations of amputation and their aftertreatment, etc. című korszakalkotó művében tette közre. Egyéb művei: On the desiases and injuries of arteries, with the operations required for their cure (London 1803); On the anatomy and discases of the neck of the bladder and of the urethra (uo. 1834; 3. kiad. 1843, Philadelphia, 1845), On the certainty and safety with which the operation of the extraction of a cataract from the human eye may be performed etc. (uo. 1834); On injuries of the head affecting the brain (uo. 1842) stb.